# 斐川町
斐川町（ひかわちょう）は、島根県の東部、簸川郡にあった町。2011年に出雲市に編入された。

## 地理
斐伊川が流れており、川沿いに出雲市との境界を成していた。宍道湖の南西部分に面している。
出雲平野の中にあるため地形は比較的緩やか。町南部は、中国山地の北部に当たる。

### 隣接していた自治体
- 島根県
  - 松江市
  - 出雲市
  - 雲南市

## 歴史
- 1955年（昭和30年）4月15日 - 荘原村・出西村・伊波野村・直江村・久木村・出東村が合併して斐川村が発足。
- 1965年（昭和40年）4月1日 - 斐川村が町制施行して斐川町となる。
- 2003年（平成15年）2月 - 出雲市・平田市・佐田町・多伎町・湖陵町・大社町との合併賛否の住民投票で反対多数になり、単独町制の道を選ぶ。
- 2011年（平成23年）10月1日 - 出雲市に編入。同日斐川町廃止。

## 行政
- 町長：勝部勝明（2007年5月8日 - 2011年）

## 経済

### 産業
2000年の統計によると斐川町では第1次産業就業者数が1,640人、第2次産業就業者数が5,453人、第3次産業就業者数が7,521人である。

### 主要企業
- 島根富士通
- 出雲村田製作所
- 島根島津
- 積水成型工業出雲工場
- 山陰中央新報社製作センター

## 姉妹都市・提携都市

### 国内
- 群馬県東吾妻町 - 1989年10月27日姉妹都市提携

## 地域

### 人口
|                                        |                                        |
| 斐川町と全国の年齢別人口分布（2005年） | 斐川町の年齢・男女別人口分布（2005年） |
| ■紫色 ― 斐川町 ■緑色 ― 日本全国        | ■青色 ― 男性 ■赤色 ― 女性              |
| 斐川町（に相当する地域）の人口の推移   |                                        |
| 総務省統計局 国勢調査より              |                                        |

### 教育

#### 小学校
- 斐川町立出東小学校
- 斐川町立荘原小学校
- 斐川町立中部小学校
- 斐川町立西野小学校

#### 中学校
- 斐川町立斐川東中学校
- 斐川町立斐川西中学校

#### 高等学校
- 町内には高等学校はない。

#### 専門学校
- 出雲コアカレッジ（旧校名：出雲コンピュータ専門学校）

## 交通
町東側の宍道湖岸には出雲縁結び空港があり、さらに町の中心部を東西に山陰本線および国道9号線が縦貫している。公共交通機関としては、タクシーが主であり、バス路線は出雲縁結び空港への連絡バスを除けば、1980年代までに利用者減少のために廃止された。

### 空港
- 出雲縁結び空港

### 鉄道
- 西日本旅客鉄道（JR西日本）
  - 山陰本線：荘原駅 - 直江駅

### 道路

#### 高速道路
- 山陰自動車道 斐川IC

#### 一般国道
- 国道9号

道の駅
- 湯の川

## 名所・旧跡・観光スポット・祭事・催事

### 観光
- 出雲いりすの丘（学頭3646番地）
  - 園内にはひかわ美人の湯という温泉施設があり、お湯は近くの湯の川温泉より引いている。内湯と岩造りの広い露天風呂があり、温泉施設のみの利用も可能である。
  - 以前は農業体験施設があったが、2008年3月末で休園している。運営会社解散により、ひかわ美人の湯も2008年3月末で一旦営業終了、現在は地元企業が運営。
- 出雲空港カントリー倶楽部（学頭3738番地）
- 斐川の築地松は有名。
  - 冬季の北西からの季節風を防ぐため、家の周りに松を植え、長方形にそろえて刈っており、独特の田園風景が展開される。
- 荒神谷遺跡
  - 358本の銅剣が発見されたことで知られる遺跡。
- 荒神谷博物館
  - 荒神谷史跡公園内にある博物館。荒神谷史跡出土品の展示や、出雲神話・斐伊川の歴史等の展示をしている。
- 出西窯
  - 昭和22年5人の若者により開業した窯元。

### 温泉
- 町内に湯の川温泉がある（「日本三美人の湯」の一つ）。

### 祭り
- 4月中旬には「ひかわチューリップフェスティバル」 が行われる。
- 5月5日には斐川公園で「つつじ祭り」が行われる。
- 7月17日・18日には「なおえ夏祭り」が行われる。
- 7月の終わりには「斐川よさこい祭」が行われる。

## 出身人物

### 実業家
- 永瀬義春（永瀬石油会長）
- 佐々田三郎 - 元貴族院議員佐々田懋の養子。旧姓錦織。

### スポーツ
- 江角浩司（サッカーJ3カターレ富山選手）
- 原裕太郎（サッカーJ2愛媛FC選手）
- 杉原洋（元プロ野球選手 千葉ロッテマリーンズ・NOMOベースボールクラブ・横浜ベイスターズ）

### その他
- 坪田愛華（『地球の秘密』著者、12歳で急逝した）